# ATP Nizza 1978
L'ATP Nizza 1978 è stato un torneo di tennis giocato sulla terra rossa. È stata la 7ª edizione del torneo, che fa parte del Colgate-Palmolive Grand Prix 1978. Si è giocato a Nizza in Francia dal 17 al 23 aprile 1978.

## Campioni

### Singolare maschile
José Higueras ha battuto in finale  Yannick Noah con il punteggio di 6–3, 6–4, 6–4

### Doppio maschile
Patrice Dominguez /  François Jauffret hanno battuto in finale  Jan Kodeš /  Tomáš Šmíd con il punteggio di 6–4, 6–0